# André Gide
(Motivazione del Premio Nobel per la letteratura)
André Gide (Parigi, 22 novembre 1869 – Parigi, 19 febbraio 1951) è stato uno scrittore francese, premio Nobel per la letteratura nel 1947.

Firma di Gide

I temi centrali dell'opera e della vita di André Gide sono stati affermare la libertà, allontanarsi dai vincoli morali e puritani, ricercare l'onestà intellettuale che permette di essere pienamente sé stessi, accettando la propria omosessualità senza venir meno ai propri valori.
Influenzato dagli scritti di autori come Henry Fielding, Goethe, Victor Hugo, Dostoevskij, Stéphane Mallarmé, Nietzsche, Joris-Karl Huysmans, Rabindranath Tagore, Roger Martin du Gard e l'amico Oscar Wilde, scrisse varie opere di stampo autobiografico e di narrativa ed espose spesso al pubblico il conflitto e, a volte, la riconciliazione tra le due parti della propria personalità, divise dalla rigida educazione e dalle meschine regole sociali ed etiche impostegli dalla società della sua epoca.
Le sue opere, in particolare Corydon, Se il seme non muore e L'immoralista, hanno esercitato una grande influenza (soprattutto per i temi trattati) su vari scrittori successivi a Gide, in particolare su Rainer Maria Rilke, Jacques Rivière, André Malraux, Flann O'Brien, Jean-Paul Sartre, Albert Camus, Yukio Mishima, Roland Barthes.

## Biografia

### Infanzia
André Gide nasce il 22 novembre 1869 a Parigi, figlio di Paul Gide, professore di diritto all'Università di Parigi, e di Juliette Rondeaux. Il padre, originario di Uzès, discende da un'austera famiglia protestante. Suo zio era l'economista politico Charles Gide. La madre appartiene a un'agiata famiglia borghese di Rouen, un tempo cattolica ma convertita al protestantesimo da diverse generazioni. L'infanzia di Gide è segnata dall'alternarsi di soggiorni presso la famiglia materna in Normandia, a Rouen e a La Roque, e di soggiorni dalla nonna paterna, a Uzès. Come emerge dalla sua opera, l'influenza diversa e a volte contraddittoria di queste due esperienze rivestirà grande importanza nella sua vita.
A Parigi, Gide vive con la famiglia in Rue des Médicis e successivamente in rue de Tournon, vicino ai giardini del Lussemburgo. Non lontano vive Anna Shackleton, scozzese, un tempo governante presso la famiglia Rondeaux e insegnante di Juliette, alla quale è legata ancora da una forte amicizia. Anna, grazie alla sua dolcezza, spensieratezza e intelligenza, svolge un ruolo importante nella formazione del giovane André: la sua morte, avvenuta nel 1884, evocata anche ne La porta stretta e in Se il seme non muore, segna profondamente Gide.
Il giovane André comincia nel 1876 a dedicarsi allo studio del pianoforte, che sarà per lui compagno lungo tutta la vita, rimpiangendo in tempi maturi il fatto di non aver avuto mai un buon professore che potesse fare di lui un vero musicista. Nel 1877 entra alla Scuola alsaziana (École alsacienne), anche se la sua carriera scolastica sarà discontinua. È sospeso per tre mesi perché viene scoperto mentre si lascia andare a solitarie "cattive abitudini" ed è riammesso solo quando considerato guarito; problemi di salute lo allontanano però di nuovo dagli insegnamenti. Malgrado le precauzioni di genitori e medici, la masturbazione (da lui nominata "vizio" e che pratica con un forte senso di peccato e sconfitta a causa dell'educazione religiosa) tornerà ben presto tra le sue abitudini, tanto che a ventitré anni scriverà di aver vissuto fino ad allora "vergine e depravato".
La morte di suo padre, il 28 ottobre 1880, lo allontana ancora di più da un'istruzione irreggimentata. Con la morte di Paul Gide, André perde una relazione tenera e felice, che lo lascia solo di fronte a sua madre: "E mi sentii d'un tratto avvolto da questo amore, che si chiudeva ormai su di me". Juliette Gide, spesso presentata come una madre rigida e severa, prova per suo figlio un amore profondo, proprio come Gide per lei; avrà sempre a cuore l'istruzione del figlio e lo seguirà nel suo percorso intellettuale, apportando delle interferenze in tale percorso.
Nel 1881 Juliette porta André prima in Normandia, dove affida la sua istruzione a un precettore poco ispirato, poi a Montpellier, dallo zio Charles Gide. Zimbello dei compagni, Gide evita il liceo grazie a una malattia nervosa più o meno simulata. Dopo una serie di cure, ritorna alla Scuola alsaziana nel 1882, ma ancora una malattia lo allontana dagli insegnamenti. Seguiranno diversi soggiorni tra Parigi e Rouen, dove il giovane Gide è affidato a insegnanti privati dal talento variabile.

### L'esaltazione religiosa e il rapporto con Madeleine
Durante un soggiorno a Rouen, nell'autunno del 1882, André scopre il dispiacere segreto che sua cugina Madeleine coltiva a causa delle relazioni adultere della madre. In quell'emozione scopre "un nuovo oriente per la propria vita". Nasce allora una relazione lunga e tortuosa: Gide è affascinato dalla ragazza, dalla sua conoscenza del male, del suo senso rigido e conformista di ciò che si deve fare, tutte differenze rispetto al suo carattere che lo attirano. Si costruisce a poco a poco un'immagine perfetta della cugina di cui s'innamora, in modo puramente intellettuale e allo stesso tempo appassionato.
A partire dal 1883 segue le lezioni private del professor Bauer, e grazie a lui scopre, tra gli altri, il Diario di Amiel, che lo spingerà a scrivere il proprio diario intimo. Tra il 1885 e il 1888 André vive un periodo di esaltazione religiosa, che condivide con la cugina Madeleine tramite una fitta corrispondenza e letture comuni. Studia a fondo la Bibbia e gli autori greci e inizia a praticare l'ascetismo.
Nel 1887 torna nuovamente alla Scuola alsaziana, dove incontra Pierre Louÿs, con cui stabilisce un'amicizia fraterna, che gravita intorno alla letteratura e alla loro comune volontà di scrivere. L'anno successivo, durante la preparazione degli esami conclusivi della scuola superiore al Lycée Henri-IV, scopre i testi di Schopenhauer. Dopo la maturità, comincia a frequentare i salotti letterari, e incontra numerosi scrittori. La sua prima raccolta di scritti, I quaderni di André Walter, grazie alla quale spera di ottenere un primo successo letterario e la mano di sua cugina, incontra in effetti l'opinione favorevole della critica, ma non quella del pubblico.
Quest'opera gli permette di conoscere Maurice Barrès e Stéphane Mallarmé, grazie al quale il suo misticismo religioso si trasforma in misticismo estetico. Mentre stringe un'amicizia che risulterà duratura con Paul Valéry, si rovina la sua relazione con Pierre Louÿs, che lo accusa di egocentrismo, come del resto fa anche sua cugina. Madeleine rifiuta di sposarlo e si allontana sempre più da lui; comincia allora una lunga lotta, per vincere la sua resistenza e per convincere la famiglia, che si oppone a questa unione.

### I viaggi
Nel 1891, poco dopo aver scritto il Trattato di Narciso, incontra Oscar Wilde, che lo spaventa almeno quanto lo affascina. Per Gide, che comincia ad allontanarsi da André Walter e dal suo ideale ascetico, Wilde incarna l'esempio stesso di un'altra esistenza. Comincia a leggere Goethe e scopre la legittimità del piacere, a differenza di quanto predicato dal puritanesimo che gli era familiare. Questo segna anche l'inizio delle tensioni con sua madre, che tuttavia cerca di aiutarlo nella conquista della cugina Madeleine, mentre tutta la famiglia e la ragazza stessa continuano a opporsi all'unione.

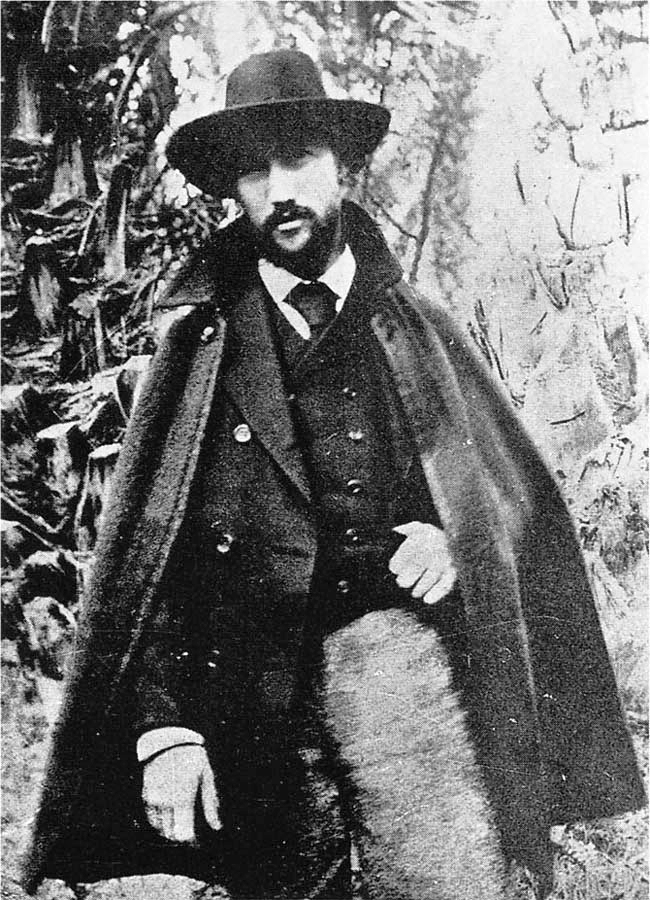
André Gide nel 1893

Nel 1893 nasce un'amicizia, in un primo tempo solo epistolare, con Francis Jammes. È però un altro amico di André che assume un ruolo chiave, il giovane pittore Jean-Paul Laurens; quest'ultimo invita Gide a seguirlo in un viaggio pagato con una borsa di studio. Il viaggio sarà per Gide l'occasione di una liberazione morale e sessuale, come descritto in Se il seme non muore e nel romanzo L'immoralista; i due partono nell'ottobre 1893, con destinazione Tunisia, Algeria e Italia. Seppur malato, Gide in Tunisia scopre il piacere con un ragazzo, Ali, e successivamente in Algeria Paul e André proseguono la loro iniziazione tra le braccia della giovane Mériem. I due passano poi da Siracusa, Roma e Firenze. Gide prosegue verso la Svizzera, per consultare un medico, che lo rassicura circa la sua salute. Si stabilisce, sempre in Svizzera, a La Brévine, che farà da sfondo al suo racconto La sinfonia pastorale, mentre già lavora su Paludi e I nutrimenti terrestri.

### Il matrimonio
Nel 1895 si reca una seconda volta in viaggio in Algeria, dove incontra nuovamente Oscar Wilde affiancato da Lord Alfred Douglas («Bosie»). Quando torna in Francia, ritrova Madeleine che finalmente gli si fa più vicina. La morte improvvisa di sua madre, il 31 maggio 1895 è per lui grande dolore, ma al contempo liberazione. André e Madeleine annunciano il fidanzamento in giugno e in ottobre si sposano, anche se il matrimonio non sarà mai consumato. Partono in viaggio di nozze per sette mesi: Gide è tornato in salute e si sente frenato dalla presenza della moglie, sempre malata.
Passano dalla Svizzera, dove completa Paludi, che rappresenta una conclusione satirica del periodo simbolista, e si dedica sempre a I nutrimenti terrestri, che apre una nuova fase letteraria. Gide manterrà l'abitudine di considerare le sue opere come pietre durante il cammino, scritte come reazione le une alle altre, e che possono essere comprese solo attraverso una visione d'insieme. Gli sposini vanno poi in Italia e di nuovo in Algeria, a Biskra. Al ritorno in Francia, Gide è eletto sindaco di La Roque, dove ricopre il suo mandato senza però impegnarsi in politica. Nell'estate del 1896 termina I nutrimenti terrestri, che sarà pubblicato l'anno successivo raccogliendo consensi ma anche critiche, tanto sul tema quanto sulla forma.

### DaL'immoralistaaLa porta stretta
Nell'inverno del 1898, Gide firma la petizione di Zola sul caso Dreyfus, anche se rifiuta di interrompere le relazioni con quelli del suo entourage che si erano schierati sulla posizione opposta, anzi si sforzerà di capire le loro ragioni per provare a portarli dalla sua parte. Durante un soggiorno a Roma scopre i testi di Nietzsche e ritrova nel filosofo l'espressione dei suoi pensieri più reconditi: "La grande riconoscenza che gli devo è di aver aperto una strada maestra là dove io non avevo tracciato che un sentiero". Il 1898 è anche l'anno di un'intensa attività di critica e di cronaca soprattutto sulle pagine de L'Ermitage.
Nel 1901, riesce a fare allestire una sua opera teatrale, ma la prima di Roi Candaule (scritto nel 1899) è un tale fiasco che Gide prende la decisione di snobbare il grande pubblico e il teatro.
Nel 1902 il romanzo L'immoralista ottiene un certo successo, ma l'autore, troppo facilmente assimilato al protagonista Michel, non si sente compreso: secondo lui, Michel è solo un'immagine virtuale di sé stesso, da cui si purifica nel momento stesso in cui scrive. Non pubblica quasi più niente fino al 1909, quando appare La porta stretta. La critica lo accoglie benevolmente, ma ancora una volta Gide non si sente capito perché anche questa volta lo associano ad Alissa, mentre il suo sforzo di empatia verso la sua eroina non è approvazione e non viene colta la dimensione ironica dell'opera.
Lo stile di Gide non è rimasto immobile, la composizione "non è la stessa nel Voyage d'Urien e nella Porte Étroite". I libri del primo periodo non seguono lo svolgimento di una trama, "si dividono interiormente e si dispongono secondo i movimenti dell'anima". A proposito dei romanzi, pur mantenendo l'autore un disegno di movimenti interiori, è stato scritto che “il dramma narrato dall'Immoraliste o dalla Porte Étroite è contenuto in anticipo nell'anima degli eroi”, in Isabelle l'autore stesso si diverte a scusarsi del suo stile spezzato: " - Date al vostro racconto tutto il disordine che vorrete, riprese James."

### LaNouvelle Revue Française,CorydoneI sotterranei del Vaticano
Alla fine del decennio Gide fonda la Nouvelle Revue Française, ma non ne diventa ufficialmente il direttore; nel 1911 la rivista si associa Gaston Gallimard per trovare un editore. È in questo periodo che Gide comincia a scrivere Corydon, saggio socratico che affronta i pregiudizi verso omosessualità e pederastia.
Gli amici, a cui Gide presenta la prima bozza del trattato, temono le ripercussioni che lo scritto potrebbe avere sulla sua vita pubblica e privata, tanto che decide prudentemente di stampare solo i primi due capitoli, anonimi e in poche copie, nel 1910. Completerà l'opera nel 1917-18 e la pubblicherà firmandola solo nel 1924. Nel 1913 stringe un forte legame d'amicizia con Roger Martin du Gard, che resterà tra le persone più vicine allo scrittore fino al giorno della sua morte.
L'anno successivo pubblica I sotterranei del Vaticano, concepito come "un libro sbalorditivo, pieno di buchi e di omissioni, ma anche di divertimento, di cose buffe e parziali riuscite", ma si rivelerà, dal punto di vista delle vendite, un fallimento. Il romanzo è strutturato su più livelli, con almeno tre protagonisti che s'intrecciano senza mai mescolarsi, uno psicopatico che uccide per il solo gusto di farlo, un cattolico bigotto e un ateo frammassone e mangiapreti. Il tono varia a seconda del protagonista, passando da uno stile tardo decadente a uno decisamente veloce e satirico, molto moderno.
Purtroppo il romanzo, che mette alla berlina cattolici praticanti e atei mangiapreti, e per di più con un tema come l'omicidio gratuito (anticipando in questo di vent'anni Albert Camus), gli aliena le simpatie del grande pubblico. Gide viene pian piano allontanato dalla direzione effettiva della Nouvelle Revue Française, lasciata a Jacques Rivière e Gaston Gallimard.
Nel 1916 intraprende un ennesimo tentativo di conversione al cattolicesimo. Per lui la questione è più morale che religiosa: egli oscilla tra un paganesimo che gli permette libertà di coscienza nella propria felicità e una religione che gli dà le armi necessarie a combattere il proprio peccato. Alla fine la conversione non avrà luogo, a causa del rifiuto dell'istituzione ecclesiastica e per la mancanza di volontà di Gide di sostituire le sue passioni carnali con un'istituzione che di fatto non riconosce il libero arbitrio. Inizia in questo periodo a scrivere l'opera autobiografica Se il seme non muore.
L'anno successivo Gide stringe un legame con il giovane Marc Allégret; se di solito amore e desiderio prendevano per lui strade diverse, questa volta il cuore e il corpo dello scrittore vibrano all'unisono. Poco tempo dopo, mentre lui è in viaggio in Inghilterra con Marc, Madeleine decide di rompere definitivamente il legame. Tutti i dubbi che fino ad allora la donna a fatica era riuscita a scacciare circa il marito, esplodono all'improvviso. In un impeto di rabbia, brucia tutte le lettere che lui le aveva scritto e ritorna dalla propria famiglia. Gide rimane sconsolato per questo abbandono ("Soffro come se lei avesse ucciso nostro figlio", scrive). Lo scioglimento del legame però gli dà la possibilità di pubblicare Corydon senza più temere ripercussioni sulla sua vita privata.

### Gli anni venti
All'interno della Nouvelle Revue Française, Gide mantiene comunque una funzione simbolica di figura di riferimento, scrive articoli e si occupa anche di scovare nuovi talenti. Negli anni venti, la sua reputazione continua a crescere, il suo pensiero è ascoltato e apprezzato, ma ha l'impressione di essere famoso anche senza essere stato letto né capito. La sua influenza gli costa gli attacchi della destra cattolica, che gli rimprovera i suoi valori, il suo intellettualismo, il ruolo sempre più preponderante della rivista sulla letteratura francese, e persino la sua lingua. Sempre sostenuto da Roger Martin du Gard, si difende poco, ma difende sempre la Nouvelle Revue Française; diversi intellettuali di destra, tra cui François Mauriac e Léon Daudet, che malgrado le loro divergenze lo ammirano, rifiutano di attaccarlo senza però difenderlo.
Gide fornisce ai suoi detrattori materiale per attaccarlo, pubblicando in grande tiratura Coryndon, fino ad allora noto solo agli intimi, anche se tutti gli amici hanno tentato di dissuaderlo. Preferisce mettersi in gioco, ricordando il caso doloroso di Oscar Wilde e decide di calare la maschera, ma la pubblicazione (1924) esce nell'indifferenza, un po' perché il libro non è di gran valore (come sostiene Pierre Lepape), un po' perché l'opinione pubblica non è ancora pronta a parlare di questo tabù. Lo scandalo arriverà solo due anni dopo, con Se il seme non muore.
Nel frattempo la sua vita è scossa dalla nascita di una figlia Catherine nell'aprile 1923, avuta da Elisabeth van Rysselberghe, figlia di un'amica di Gide, a cui Gide stesso aveva detto "Non mi capacito di vederti senza figli, e a non averne neppure io". Catherine sarà riconosciuta ufficialmente solo dopo la morte della moglie Madeleine, a cui questo evento era stato tenuto nascosto. Gide, che nel frattempo si stabilisce a Parigi, si occupa anche del sostentamento di Marc Allégret, componendo così una famiglia fuori norma. I falsari, opera pubblicata nel 1925, è il primo libro non scritto in funzione di Medeleine, ed è il primo che l'autore stesso non esita a definire un romanzo.

### Il colonialismo e il comunismo
Successivamente resta con Marc per diversi mesi in Congo e durante il viaggio si appassiona all'esotismo e alla storia naturale. Più che da questi interessi è colpito dalla dura realtà del colonialismo. Si ribella inizialmente contro la messa in pratica dell'idea coloniale, denunciando errori amministrativi e inesperienza, poi le sue indagini lo spingono a cogliere la perversità del sistema nel suo insieme; capisce anche che i responsabili, a Parigi, non solo non ignorano ciò che succede nelle colonie, ma lo approvano. Le Populaire pubblica la sua accorata testimonianza, ma la destra e le compagnie commerciali accusate sostengono che lui non abbia le competenze per analizzare il problema. Eppure inchieste amministrative gli danno ragione, tanto che il dibattito parlamentare finisce col promettere cambiamenti di rotta da parte del governo. Nonostante Gide tema che l'opinione pubblica si dimentichi presto del problema, si rifiuta di impegnarsi politicamente sulla questione.
Durante gli anni trenta soffre di mancanza d'ispirazione riguardo alla scrittura ed è anche apatico nei confronti di viaggi e amore. Non prova ormai più curiosità e passione. Entusiasta dell'esperienza russa, comincia però a interessarsi al comunismo, nella quale vede una speranza, un laboratorio dell'uomo nuovo, cedendo così alla tentazione di uscire dal purismo estetico e di utilizzare l'influenza di cui gode. La sua presa di posizione non sarà però condivisa dai suoi amici: Martin du Gard non accetta l'idea che una vita passata a combattere i dogmi si concluda con questo "atto di fede".
Gide mette la sua gloria in gioco, apportando alla causa solo il prestigio del suo nome, non sentendosi a suo agio nelle riunioni politiche. Con questa scelta Gide s'impegna in prima persona, pur essendo cosciente di essere strumentalizzato, ma senza però impegnare la sua penna. Si rifiuta di aderire all'"Associazione degli scrittori e artisti rivoluzionari", per non compromettere l'autonomia della letteratura che ha sempre professato e difeso. Del resto, i nuovi compagni guardano con sospetto lo scrittore borghese che si unisce a loro: “Le idee di Gide sembrano non costargli molto; il signor Gide non ha sofferto abbastanza” scrive Jean Guéhenno. Nel 1936, le autorità sovietiche lo invitano in URSS e lui, con alcuni compagni, accetta di partire. Giunto in Russia le sue illusioni crollano: invece dell'uomo nuovo trova solo vecchio totalitarismo. Metabolizza la delusione pubblicando la sua testimonianza, "Ritorno dall'URSS".
Il partito comunista francese, a partire da Louis Aragon, e le autorità sovietiche cercano prima d'impedire la pubblicazione dell'opera e poi di distogliere l'interesse dal problema, ma Gide non ci sta e in "Ritocchi al mio ritorno dall'URSS" opera una vera e propria requisitoria contro lo stalinismo: “Spero che il popolo dei lavoratori capisca che è ingannato dai comunisti, così come loro sono ingannati da Mosca”. Gide arriva perfino a essere tacciato di fascismo, l'opinione pubblica lo spinge verso destra, anche se lui rifiuta nettamente questa posizione. È arrivato il momento per Gide di allontanarsi dalla politica, che non gli ha dato quello che sperava. Sebbene sostenga la causa dei repubblicani spagnoli, deluso dalla recente esperienza, si concentra di nuovo sulla letteratura.
Al metaforico lutto politico ne succede uno reale: il 17 aprile 1938 muore la moglie Madeleine. Dopo averlo maledetto, ella aveva finito con l'accettare il suo ruolo distaccato ma essenziale nella vita dello scrittore. Gide racconta la stranezza e le difficoltà di quell'amore particolare in Et nunc manet in te, la cui prima tiratura è limitata agli intimi.

### La seconda guerra mondiale e gli ultimi anni
Quando i tedeschi, conquistata Parigi, assumono il controllo della rivista Nouvelle Revue Française (NFR), Gide rifiuta di associarsi al comitato direttore, e dopo aver scritto un articolo sul primo numero, decide di non continuare a pubblicare. Scrive su Le Figaro la sua decisione d'abbandonare la rivista e rifiuta allo stesso tempo un posto come professore universitario. Aumentando le critiche contro di lui, nel 1942 decide d'imbarcarsi alla volta di Tunisi. Qui durante l'occupazione della città, constata con sgomento gli effetti dell'antisemitismo e più che di privazioni materiali, soffre di isolamento. Lasciata Tunisi per Algeri, dove incontra il generale de Gaulle, Gide accetta la direzione nominale de L'arche, una rivista letteraria diretta contro la NFR.
Finita la guerra, rientra in Francia solo nel maggio 1946, ma fatica a ritagliarsi un posto in un mondo letterario molto politicizzato. Mentre scrittori come Sartre utilizzano volentieri la loro fama a fini politici, Gide rifiuta di esporsi e per esprimersi preferisce la pubblicazione di Teseo piuttosto che le tribune politiche. Dopo il 1947, non scrive più nulla. Sempre affermando che non rinnega nulla di quello che ha fatto, Gide, lo scrittore che ha dato scandalo con opere come Corydon, nel 1947 accetta l'omaggio più importante delle istituzioni conservatrici, il Premio Nobel per la letteratura. Adesso la sua preoccupazione principale è quella di pubblicare le sue ultime opere, in particolare il Diario (il primo tomo nel 1939, il secondo nel 1950). Nel 1950 comincia a fatica il suo ultimo quaderno autobiografico Così sia o i giochi sono fatti.
Muore a 81 anni di congestione polmonare nella sua residenza parigina all'1 bis di Rue Vaneau il 19 febbraio 1951 e viene sepolto vicino a Madeleine nel piccolo cimitero di Cuverville, nel dipartimento della Senna Marittima.

## Opere principali
- Jacques Rivière, Studi, Bompiani, Milano, 1945, pp. 139 - 195
  - trad. Giuseppe Lanza
- I quaderni di André Walter, 1891 
  - trad. Daniele Gorret, Guanda, Parma, 1985
- Il trattato di Narciso, 1891
  - trad. Antonio Prete, In forma di parole, Bologna, 1989
  - trad. Rosanna Farinazzo e Renzo Bez, in Il ritorno del figliuol prodigo preceduto da altri cinque trattati, Milano, SE, 1989
  - trad. Carmen Saggiomo, ESI, Napoli, 2005
- Le poesie di André Walter, 1892
  - trad. Franco De Domenico, Salerno- Ripostes, Roma, 1982
- Il viaggio d'Urien, 1893
  - trad. Chiara Restivo, Sellerio, Palermo, 1980
- Il tentativo amoroso, 1893 (da Philoctète)
  - trad. Antonio Prete, In forma di parole, Bologna, 1989
- Paludi, 1895
  - trad. Aldo Camerino, Neri Pozza, Venezia, 1946
  - trad. Franco Cordelli, Garzanti, Milano, I ed. 1975
- I nutrimenti terrestri, 1897
  - trad. Renato Arienta, Mondadori, Milano, I ed. 1948,
  - trad. Maura Miglietta Ricci, Garzanti, Milano, I ed. 1975 (revisione di Franco Cordelli)
  - trad. Gianni D'Elia, Einaudi, Torino, 1994
- El Hadj ou le traité du faux prophète, 1899
  - trad. Anita Tatone Marino, Liguori, 1978
  - trad. Antonio Prete, In forma di parole, 1989
  - trad. Rosanna Farinazzo e Renzo Bez, in Il ritorno del figliuol prodigo preceduto da altri cinque trattati, Milano, SE, 1989
- Philoctète, 1899
  - trad. Ada Caporali, Eclettica, 1947
  - trad. Rosanna Farinazzo e Renzo Bez, in Il ritorno del figliuol prodigo preceduto da altri cinque trattati, Milano, SE, 1989
  - a cura di Andrea Alessandri, in "Filottete: variazioni sul mito", Marsilio, Venezia, 2009
- Prometeo male incatenato, 1899
  - Vallecchi, Firenze, 1920
  - trad. Giuseppe Pintorno, Vita felice, Milano 1994
- Il re Candaule, 1901
  - trad. Corrado Pavolini, in Teatro Mondadori, Milano, I ed. 1950
- L'immoralista, 1902
  - trad. Eugenio Giovannetti, Jandi Sapi, Roma, 1945
  - trad. Oreste Del Buono, Rizzoli, Milano, 1958
  - trad. Sam Carcano, a cura di Carlo Bo, Mursia, Milano, I ed. 1966
  - trad. Eugenia Scarpellini, Garzanti, Milano, I ed. 1966
  - trad. Emilio e Maria Castellani, Sansoni, Firenze, 1967
  - trad. Maria Gallone, Fratelli Fabbri, Milano, 1975; Bompiani, Milano, 1988
  - trad. Angela Cerinotti, Demetra, Bussolengo, 1993
  - trad. Mariachiara Giovannini, Guaraldi, Rimini, 1995; Orsa Maggiore, Torriana, 1995
- Saul, 1903
  - trad. Corrado Pavolini, in Teatro Mondadori, Milano, I ed. 1950
- Amyntas, 1906
- Il ritorno del figliol prodigo, 1907
  - trad. Ada Caporali, Eclettica, Torino 1947
  - trad. Rosanna Farinazzo e Renzo Bez, in Il ritorno del figliuol prodigo preceduto da altri cinque trattati, Milano, SE, 1989
- La porta stretta, 1909
  - trad. Adolfo Franci, Bottega di poesia, Milano, 1925
  - trad. Irene Riboni, Treves, Milano, 1944; Garzanti, Milano, I ed. 1944
  - trad. Oreste Del Buono, Rizzoli, I ed. 1953
  - trad. Sam Carcano, Mursia, Milano, 1966
  - trad. Vanna Sanna, Garzanti I ed. 1966
  - trad. Emilio e Maria Castellani e Roberto Rebora, Sansoni, Firenze, 1967
  - trad. Roberta Ferrara, Einaudi, Torino, 1967; De Agostini, Novara, 1986
  - trad. Maria Gallone, Gulliver, Rimini 1985
- Betsabea, 1912
  - trad. Ada Caporali, Eclettica, Torino 1947
  - trad. Rosanna Farinazzo e Renzo Bez, in Il ritorno del figliuol prodigo preceduto da altri cinque trattati, Milano, SE, 1989
- Ricordi della Corte d'Assise, 1914
  - trad. Giancarlo Vigorelli, Longanesi, 1949; Sellerio, Palermo, I ed. 1982
- I sotterranei del Vaticano, 1914
  - trad. Cesare Giardini, Mondadori, Milano, I ed. 1933
  - trad. Oreste Del Buono, con il titolo Le segrete del Vaticano, Rizzoli, Milano 1955
  - trad. Elena Spagnol Vaccari, Feltrinelli, Milano, I ed. 1965
  - trad. Roberto Ortolani, Garzanti, Milano, 1965
  - trad. Giovanni Gigliozzi, Newton Compton, Milano, I ed. 1991
- La sinfonia pastorale, 1919
  - trad. Emilio Castellani, Frassinelli, Torino, I ed. 1944
  - trad. Armando Landini, Jandi Sapi, Milano 1945
  - trad. Augusto Livi, Giannini, Firenze, 1945
  - trad. Elina Klersy Imberciadori, Garzanti, I ed. 1955
  - trad. Augusto Donaudy, Rizzoli, Milano I ed. 1960
  - trad. Emanuele Kanceff, Garzanti, Milano, I ed. 1973
  - trad. Maria Gallone, Fabbri, Milano, 1975; Gulliver, Rimini, 1985
- Isabelle (anche nel 1996 la sceneggiatura con Pierre Herbart)
  - trad. Mauro Janni, Sonzogno, Milano, 1933
  - trad. Maria Grazia Levij, Raimondi, Milano, 1949
  - trad. Augusto Donaudy, Marotta, Napoli, 1960
  - trad. Marco Forti, Lerici, Milano, 1960; poi Garzanti, Milano, I ed. 1973
  - trad. Carla Songa, Rizzoli, I ed. 1963
  - trad. Luigia Songa Fumagalli, Alice, Bologna, 2001
- Corydon, 1920, 1924
  - trad. Luigi Galeazzo Tenconi, Corbaccio-Dall'Oglio, Miolano, 1952; poi TEA, Milano, 1995
  - trad. Monica Amari, Novecento, Palermo, 1987
- Dostoevskij, 1908 e 1923
  - trad. Maria Maraschini, Bompiani, Milano, 1946; poi Medusa, Milano, 2013
- I falsari. Diario dei falsari, 1925
  - trad. Oreste Del Buono, Bompiani, Milano, I ed. 1947 (dal 1950 con il Diario dei Falsari)
- Se il grano non muore, 1926
  - trad. Garibaldo Marussi, Bompiani, Milano, I ed. 1947
- Il caso Redureau, 1927
  - trad. Chiara Restivo, Sellerio, Palermo, I ed. 1978 (nel 1994 con il titolo Fatti di cronaca)
- Viaggio al Congo e ritorno dal Ciad, 1927-28
  - trad. Franco Fortini, Einaudi, Torino, I ed. 1950
- La scuola delle mogli, 1929
  - trad. Cesare Vico Lodovici, Omenoni, Milano, 1930
  - trad. Libero Bigiaretti, Mondadori, Milano, I ed. 1949
- La sequestrata di Poitiers, 1930
  - trad. Gisèle Bartoli, Adelphi, Milano, I ed. 1976
- Edipo, 1931
  - trad. Corrado Pavolini, in Teatro Mondadori, Milano, I ed. 1950
  - trad. Carlo Terron, Sipario, Milano, 1995
- Note su Chopin, 1931 e 1938
  - trad. Gianni Ferro, Nuova accademia, Milano, 1963; poi Passigli, Firenze, I ed. 1986
- Pagine del Diario 1929-1932, 1934
- Perséphone, 1934
  - trad. Corrado Pavolini, Mondadori, 1950 (in Teatro)
- I nuovi nutrimenti, 1935 (poi con I nutrimenti terrestri)
- Ritorno dall'URSS, seguito da Postille al mio Ritorno dall'URSS, 1936 e 1937
  - trad. Alfonso Ridola, Egea, 1946
  - trad. Giuseppe Guglielmi, Bollati Boringhieri, Torino, 1988
- Diario, 1939-1950
  - trad. Renato Arienta, 3 voll., Bompiani, Milano, dal 1949 al 1954 (1889-1913; 1914-1927; 1928-1939);
  - trad. Sergio Arecco, 2 voll., Bompiani, Milano, 2016 (1887-1925; 1926-1950)
- Teseo, 1946
  - trad. Cristiano Grottanelli, Crescenzi Allendorf, Roma, 1993
  - trad. Elisabetta Minervini, Palomar, Bari, 1996
  - trad. Ivana Sguanci e Francois Giraudeau, Polistampa, Firenze, 2003
- Il Processo di Franz Kafka, 1947
  - trad. Enrico Badellino, Einaudi, Torino, 1997
- Et nunc manet in te, 1947
  - trad. Renato Arienta, Il Saggiatore, Milano, 1962; poi SE, Milano, 1988; poi Mondadori, 1990; poi ES, Milano, 1990
- Diario 1942-1949, 1950
- Così sia ovvero il gioco è fatto, 1952 
  - trad. Maria Luisa Spaziani, SE, Milano, I ed. 1987
- Consigli a un giovane scrittore 1956
  - trad. Francesco Bruno, Archinto, Milano 1993 (con Sull'influenza in letteratura)
  - a cura di Maurizio Ferrara, Passigli, Firenze 2024 (con "Sull'influenza in letteratura" e "Ricordi letterari")
- Caro maestro, caro Simenon (lettere 1838-1950 con Georges Simenon)
  - trad. Chiara Agostini e Marco Vallora, Archinto, Milano, I ed. 1989
- Marcel Proust, Lettere a André Gide (con cinque lettere di André Gide)
  - trad. Lucia Corradini Caspani, SE, Milano 2000
- Autoritratto di un uomo scontroso, 1993 (postumo)
  - trad. Carlo Angelino, Il melangolo, Genova, 2001

### Diari
Nel giugno 2016, viene pubblicata in Italia una nuova traduzione dei Diari condotta sul testo stabilito da Eric Marty e Martine Sagaert per la Pléiade-Gallimard, integrata da testi inediti, in precedenza sparsi o censurati.
- Diario. Vol. 1/ 1887-1925, A cura di Piero Gelli, Traduzione di Sergio Arecco (testo francese a fronte), Collana Classici della Letteratura Europea, Milano, Bompiani, 2016, ISBN 978-88-452-7416-9.
- Diario. Vol. 2/ 1926-1950, A cura di Piero Gelli, Traduzione di Sergio Arecco (testo a fronte), Collana Classici della Letteratura Europea, Milano, Bompiani, 2016, ISBN 978-88-452-8264-5.